# Tanytarsus mongolopeus
Tanytarsus mongolopeus är en tvåvingeart som beskrevs av Sasa och Suzuki 1997. Tanytarsus mongolopeus ingår i släktet Tanytarsus och familjen fjädermyggor. Inga underarter finns listade i Catalogue of Life.